# Autolatina
Autolatina è stata dal 1987 al 1996 una Joint venture tra le case automobilistiche Ford e Volkswagen attiva in Argentina e Brasile.

## Storia
Il 1º luglio di 1987 avviene la fusione delle attività delle case automobilistiche Ford e Volkswagen in Brasile, dando luogo a Autolatina, con una partecipazione del 51% di proprietà Volkswagen e il 49% di proprietà Ford.
Nel 1996, la joint venture è stata sciolta, e le case automobilistiche sono ritornate alla situazione precedente. 
Sia in Argentina che in Brasile, Autolatina ha gestito dal 1987 la produzione di veicoli Ford e Volkswagen. Alcuni modelli sono stati prodotti in collaborazione tra i due paesi, mentre altri modelli sono stati prodotti solo per la produzione locale.